# Leonie (nummer)
Leonie is een nummer van de Nederlandse zanger Arjan Brass uit 1976.
Het Engelstalige nummer gaat over een verloren liefde. Het is Brass' tweede single en eerste Top 40-hit. Het staat in 1976/1977 zeven weken in de lijst, met een twintigste plek als hoogste notering. Mede dankzij deze single mocht Brass meedoen aan het Nationaal Songfestival 1977, waar hij als een-na-laatste eindigt. Sindsdien heeft Brass de Top 40 niet meer gehaald.

## NPO Radio 2 Top 2000
| Nummer met noteringen in de NPO Radio 2 Top 2000 | '99  | '00 | '01  | '02  | '03  |
| ------------------------------------------------ | ---- | --- | ---- | ---- | ---- |
| Leonie                                           | 1738 | -   | 1511 | 1813 | 1921 |

1. ↑  Een '-' betekent dat het nummer niet was genoteerd en een vetgedrukt getal geeft de hoogste notering aan.
2. ↑  Deze tabel is bijgewerkt tot en met de laatste editie (2024).